# 절리

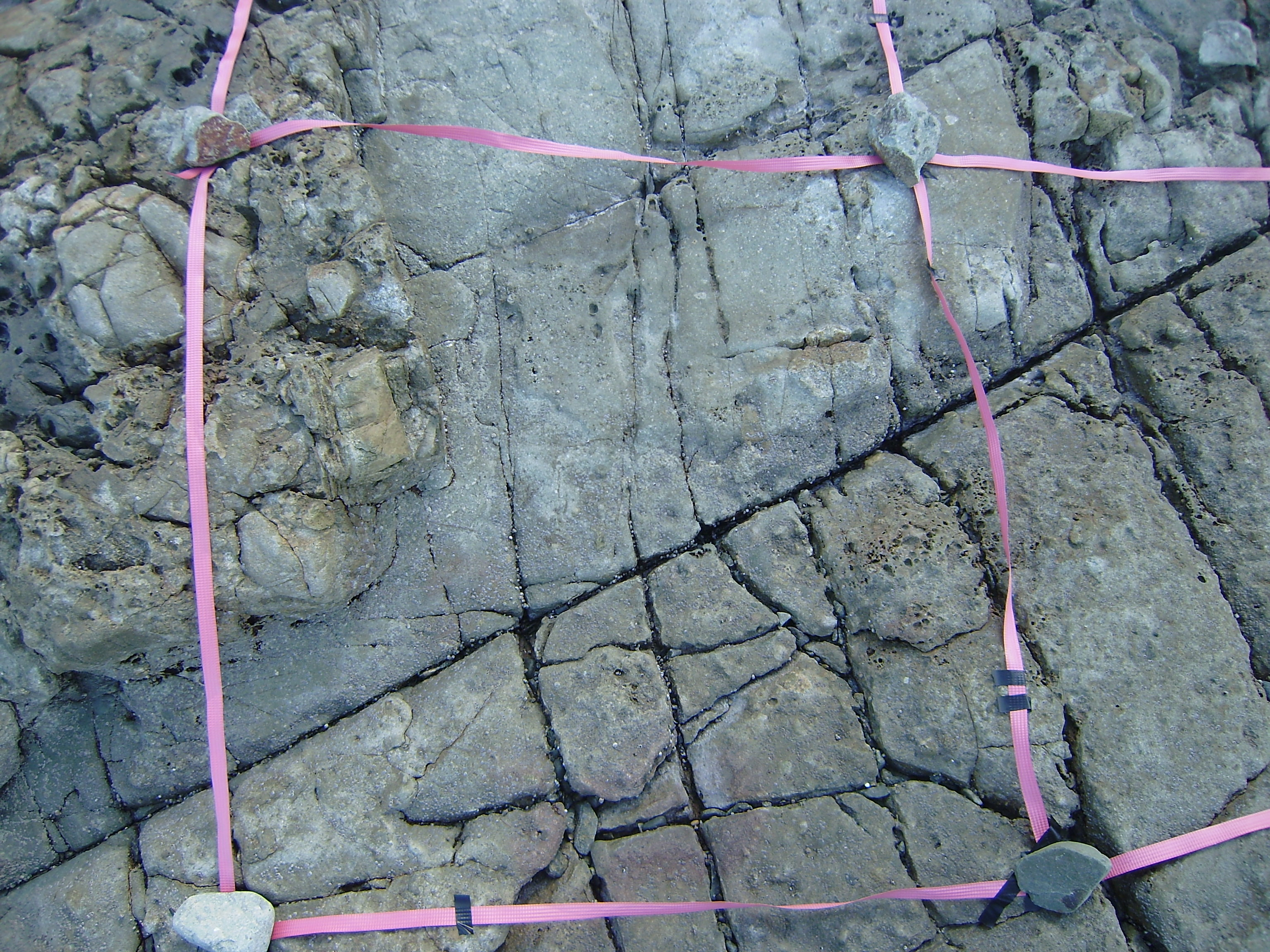
안산암질 각력암에 나타나고 있는 절리들. 부산광역시에서. 격자 크기는 1mX1m

절리(節理,joint)는 암석이 취성변형을 받아 암석 내의 응집력을 상실하여 발생한 불연속면이다. 다만 암석 내부의 응집력을 잃은 결과물이 항상 절리로 나타나는 것은 아니다. 이 절리들은 단독적으로 나타날 수도 있지만 흔히 절리조나 절리계를 형성하여서 나타나는 경우가 많다.
절리조(joint set)는 공통적인 기하학적 분포를 보이는 절리들의 모임이며, 절리계(joint system)은 연구 지역에서 나타나는 모든 절리들의 분포를 일컫는 용어이다.
절리와 단층은 발생한 후 암체가 운동했는가로 분별되는데, 절리의 경우에는 불연속면을 따라 암체가 운동하지 않는 것으로 단층과 구별되고 있다.

## 형성 이론
과거에는 절리에도 작은 규모의 변위가 발생할 수 있다고 보았기 때문에 절리를 크게 세 가지로 분류했다:
- 확장절리(extensional joint) - 절리면과 평행한 방향으로의 변위 없음, 면에 수직한 방향으로는 변위 있음
- 전단절리(shear joint) - 절리면과 평행한 방향으로의 변위 있음, 면에 수직한 방향으로는 변위 없음
- 혼합형 절리(hybrid joint) - 확장절리와 전단절리의 혼합형

그러나 현재의 구조지질학에서는 전단절리와 혼합형 절리를 절리라고 인정하지 않고 단층으로 분류하고 있으며, 절리는 확장절리만 존재한다고 인정하고 있다.
이러한 확장절리의 발생은 주응력 σ1과 σ2에 평행한 방향으로 발생하는데, 지각 상부의 취성변형 환경에서 그리피스 파괴기준을 만족하는 - 즉 확장응력(extensional stress)을 겪고 있을 때 발생한다. 이러한 조건은 봉압이 없거나 낮은 곳, 낮은 차응력인 환경에서 가능하다. 즉 지표 근처에서 자주 발견된다.
한편 절리는 여러 지질구조들과 함께 나타나는데, 습곡작용과 함께 a-c 절리와 방사상의 {h0l} 절리가 발생한다. 이러한 방사상 절리는 습곡작용을 받은 암체가 다시 원래의 형태로 되돌아가려 하며 발생하는 구조이다.
냉각에 의해서도 절리가 발생할 수 있는데, 화성암에서의 주상절리가 대표적이다.
균열이 없는 화강암과 같은 등방적인 암체에서는 판상의 절리가 나타나기도 하는데, 이는 깊이 묻혀 있던 암체의 상부가 침식삭박되어 암체가 드러나 지표에 평행하게 절리가 발생하는 것이다.
한편 이전의 절리면에 대해 사교하게 응력이 가해져 절리가 단층면으로서 재활성화되는 경우에는 이 절리에 대해서 사교하게 조그만 절리들이 여럿 발생하는데, 이를 깃털절리(feather joint)라고 한다. 이러한 절리는 과거의 절리가 어느 방향으로 전단력이 가해져 재활성화되었는지를 지시해 준다.
공극 내의 유체 압력이 암석의 응집력을 이겨낼 수 있을 정도일 때에도 절리가 발달할 수 있는데, 이는 유압이 유효응력을 감소시키기 때문이다. 이 경우 절리가 발달하면서 동시에 유체들(흔히 이온들이 녹아 있는 열수)가 이 절리를 따라 흐르면서 차게 된다. 이러한 경우 절리는 광맥(vein)이 되어, 유용 광물이 나기에 좋은 형성 조건을 제공해 준다.

## 절리의 분포
절리가 발생한 면은 불연속면이 되므로 몇몇 경우를 제외하고는 새로운 절리가 이 불연속면을 뚫고 성장할 수는 없다. 그러나 실제 현장에서는 절리들이 복잡하게 서로 여러 불연속면들을 자르며 복잡하게 얽혀있는 모습을 보이는데, 이러한 절리들의 분포와 선후관계를 밝히는 것은 지질학에서 중요한 문제 중 하나이다.
이렇게 절리들이 끊어져 있는 모습에 대해서 설명할 수 있는 여러 이론들이 있는데, 현장에서는 가장 잘 설명할 수 있는 것을 채택하여 도입해야 한다.
- 암맥이나 광맥의 관입. 관입으로 인해 불연속면의 특성을 잃어버림.
- 우연히 같은 위치에 서로 독립적인 두 절리가 성장하여 마치 이전의 절리를 뚫고 성장한 것처럼 보임.
- 주응력 σ2와 σ3이 서로 비슷한 크기를 가지고 있어 서로 복잡하게 얽히며 성장.
- 과거의 절리 끝에서 새로운 절리가 그 점을 기점으로 성장.

한편 기존재하는 절리면 근처에는 응력장이 바뀌기 때문에 새롭게 성장하는 절리들이 S자(sigmoidal)나 J자(J-type) 형태로 성장하기도 한다.
절리의 특성 중 하나는 여러 절리들이 어느 정도 간격을 두고 성장한다는 것인데, 이는 절리가 생성된 직후에는 절리 주변에 응력그늘(stress shadow)가 생성되기 때문이다. 이로 인하여 절리들이 서로 떨어져 발달하게 된다.

## 파열면 해석

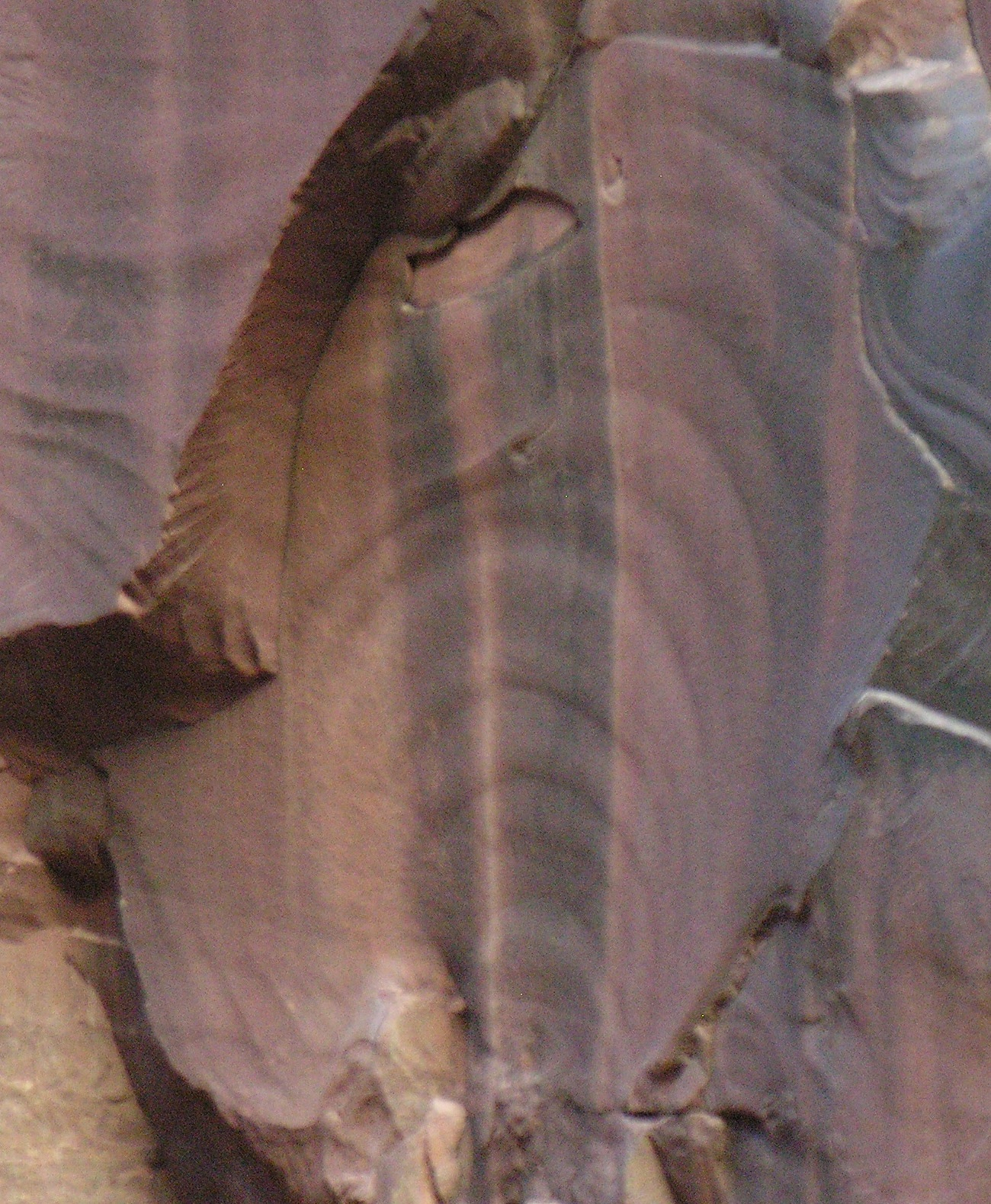
사암의 단열면에 발달한 말꼬리 조직. 미국 애리조나 주

절리가 어느 방향으로 어떻게 성장하는가에 대한 연구는 파열면 해석의 여러 기법들을 사용하는데, 이 중에는 말꼬리 구조(plumose structrue)와 해클(hackle)과 같은 구조들을 활용한다. 이러한
구조들을 활용하여 어느 방향으로 절리가 성장하였는지뿐 아니라 특정 경우에는 주응력 방향들을 결정할 수도 있다.

## 절리의 지질학적·지질공학적 중요성
절리는 여러 지질학적 중요성을 가지고 있다. 첫째, 절리는 어떤 암체가 과거에 겪었던 응력특성을 드러낸다. 절리와 단층, 스타일롤라이트와 같은 여러 암체 내의 불연속면들과 이들을 보조하는 전단응력 지시자(sense-of-shear)들은 과거 이 지역에 어느 방향으로, 어느 순서대로 응력이 가해졌는가를 나타내고 있다. 둘째, 같은 절리조에 속하는 절리들이라 하여도 서로 다른 암상에서는 그 절리가 진행되다가 굴절되어 발달할 수 있다. 이러한 특성은 특히 노두가 넓은 면적에 걸쳐 노출된 지역에서 유용하게 작용하는데, 이러한 절리조들의 굴절 특성을 통해 지역 암상의 변화 경계를 추정해 낼 수 있다.
한편 지질공학의 입장에서는, 절리는 단층이나 엽리와 같은 암체 내의 비등방적 요소 중 하나이다. 절리들에 의한 암체의 비등방성은 구조물의 안정성에 큰 영향을 끼친다. 그리하여 구조물의 건설 전 지역의 절리계를 조사 파악하는 것은 지질공학의 입장에서 중요하게 작용한다.

## 출전
- Haakon Fossen 저, 김영석 역. 2013, 구조지질학. 시그마프레스, ISBN 978-89-97927-98-2
- Bruno Sander. 1970, An Introduction to the Study of Fabrics of Geological Bodies. Pergamon press, ISBN: 978-0-08-006660-8